# Duván Vergara
Duván Andrés Vergara Hernández (ur. 9 września 1996 w Monteríi) – kolumbijski piłkarz występujący na pozycji skrzydłowego lub ofensywnego pomocnika, od 2024 roku zawodnik Amériki Cali.